# آتش سرکوب

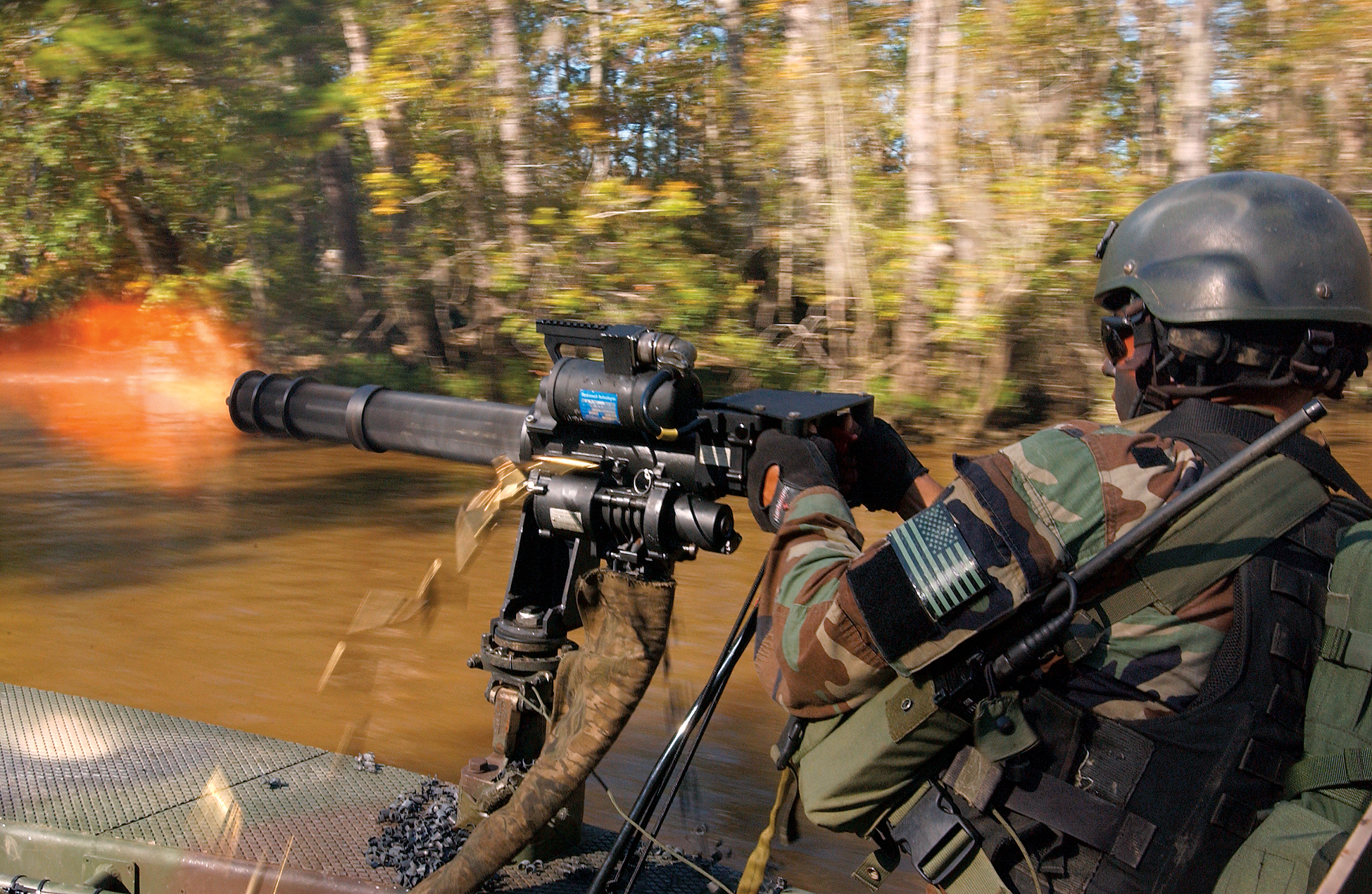
آتش سرکوب

در اصطلاح نظامی به آتشی که سامانهٔ سلاح دشمن یا اطراف آن را نشانه میرود تا عملکرد آن را تحت‌الشعاع قرار دهد، آتش سرکوب (انگلیسی: Suppressive fire) یا آتش پوششی گفته می‌شود.
آتش سرکوب یکی از سه نوع آتش پشتیبان است.
انتخاب محل مناسب سنگر و دقت کافی در ساخت آن با توجه به استتار و پوشش مناسب می‌تواند نفرات داخل سنگر را از آتش سرکوب دشمن مصون دارد.